# ميتوكسانترون
ميتوكسانترون (بالإنجليزية: Mitoxantrone)‏ هو دواء يُستعمل في علاج:
- سرطان البروستاتا[9]
- سرطان مغزلي الخلايا[9]
- سرطان الثدي[9]
- تصلب متعدد[9][10]
- ألم[9]
- لوكيميا نخاعية حادة[9][10]
- لمفوما[9]

## دوره
يلعب هذا الدواء دورًا في علاج الأمراض كونه:
- مثبط الحمض النووي
- مسكن ألم